# Jules Guesde
Pour les articles homonymes, voir Guesde et Bazile.
Jules Guesde (prononcé [gɛd] en principe mais on entend la prononciation [gɛzd], dans le Sud-Ouest de la France), pseudonyme de Jules Bazile, né le 11 novembre 1845 à Paris et mort le 28 juillet 1922 à Saint-Mandé, est un homme politique leader socialiste français et fondateur du Parti ouvrier français (POF), premier parti ouvrier organisé de France.

## Biographie
Jules Bazile est le fils d’un professeur d’institution privée. Après avoir suivi des études classiques et obtenu son baccalauréat en 1863, il entre à la préfecture de Paris comme expéditionnaire-traducteur à la direction de la presse.

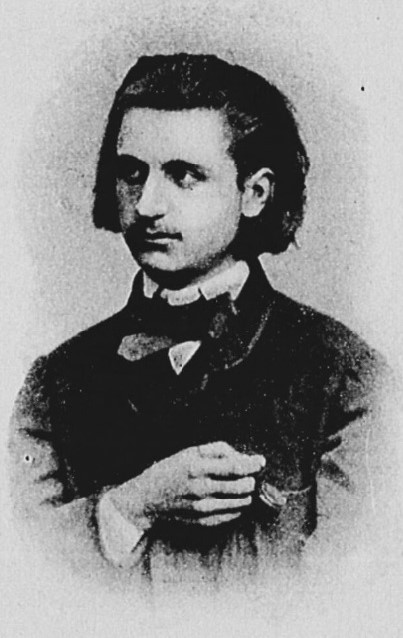
Jules Guesde en 1859.

### Premiers pas dans le journalisme militant sous le Second Empire
Il collabore très tôt à des journaux républicains, se signalant par son audace contre le régime impérial, choisissant alors comme pseudonyme — Jules Guesde — le patronyme de sa mère, Eléonor Guesde.
Ces années sont celles d’une formation politique de plus en plus marquée à gauche. À un journaliste du Matin venu l'interviewer sur son itinéraire politique en 1893, il répond qu'il est devenu républicain sous l'Empire en lisant en cachette les Châtiments de Victor Hugo, athée en lisant la Critique de la raison pure de Kant et enfin socialiste « par la Commune ».

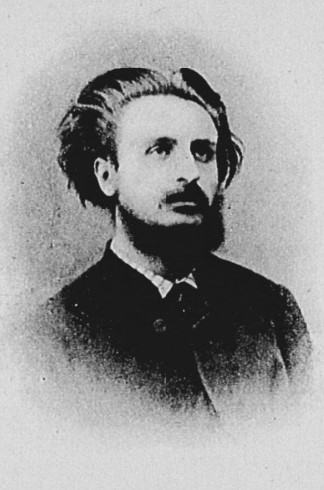
Jules Guesde en 1865.

De fait, c'est de Toulouse puis Montpellier, et non à Paris, que le jeune Guesde critique l’entrée en guerre de la France en 1870. Il défend l’opinion républicaine dans Le Progrès libéral de Toulouse en 1868, puis, l’année suivante, jusqu’en 1871, dans La Liberté et L'Hérault de Montpellier puis dans Les Droits de l’Homme où il est alors secrétaire de rédaction. Il y rencontre d'ailleurs le jeune Paul Brousse.

### La guerre de 1871, la Commune et l'exil
Après le 4 septembre, il soutient la nouvelle République. Guesde est favorable à l'idée de souveraineté nationale contre tout retour à la monarchie, pour davantage de libertés publiques et la séparation de l'Église et de l'État. Il n'aborde que peu les sujets économiques. Néanmoins, certains de ses textes sont marqués d'une inspiration proudhonienne ou encore influencés par l'Organisation du travail de Louis Blanc. Son engagement dépasse le cadre des journaux. À Montpellier, le 5 septembre, il prend la tête d'une manifestation en soutien à la république.
À partir de mars 1871, Guesde soutient la Commune de Paris contre l'Assemblée nationale conservatrice de Versailles. Ses articles virulents lui valent diverses condamnations à l’emprisonnement qui le poussent, pour y échapper, à l'exil au mois de juin.
Réfugié en Suisse, dans la ville de Genève, il fréquente les cercles des exilés parisiens ainsi que la Section de Propagande et d'Action Révolutionnaire Socialiste, où il se lie d'amitié avec des anarchistes locaux proches de la Fédération jurassienne. Il y découvre également les réseaux de l'Association internationale des travailleurs (AIT). En 1872, il part pour Rome où il participe à la création d'une nouvelle section de l'AIT, puis pour Milan, en 1873. Il rencontre dans cette ville sa future épouse, Mathilde Constantini. Il survit en donnant des leçons de littérature.

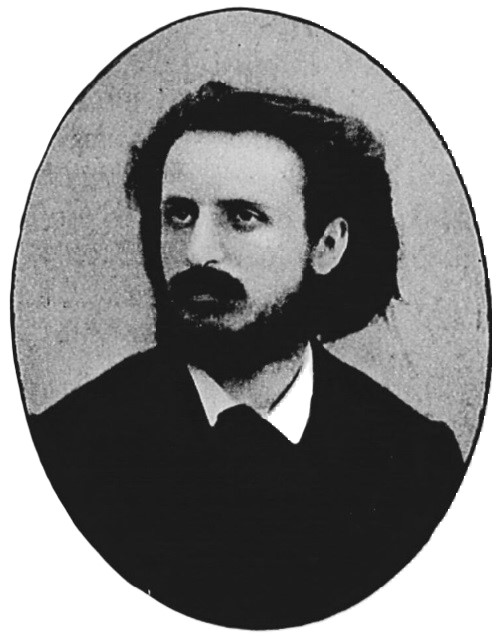
Jules Guesde en 1871.

Au sein du réseau des internationalistes, Guesde se familiarise avec l'économie politique. Il y prend parti pour Mikhaïl Bakounine dans sa critique qui l'oppose à Karl Marx et son « autoritarisme » qualifié alors de « prussien ». Il lit divers ouvrages sur les Lumières et les premiers communistes. Trois ouvrages semblent particulièrement l'avoir marqué durant cette période d'exil italien - du moins, ses archives peuvent le laisser à penser. Le Que faire ? du penseur russe Nikolaï Tchernychevski, L'Origine des espèces de Charles Darwin ou encore les écrits de Théodore Dézamy ont occupé une bonne partie de son temps. Durant ces années, Guesde tient également un carnet de poésies et commence à produire des écrits de réflexion sur la politique.
En 1876, avec son épouse, ils quittent la ville de Milan pour Bruxelles, où il rencontre le socialiste belge César De Paepe. Son passage par la capitale belge le confronte concrètement pour la première fois au prolétariat industriel. Cela l'amène progressivement de l'anarchisme vers le socialisme.

### De retour à Paris
Mais la véritable rupture s'opère après son retour à Paris durant cette même année 1876, autour du Café Soufflet, à proximité du Panthéon. Alors haut lieu de la sociabilité des socialistes parisiens, Guesde y fréquente Carl Hirsch, José Mesa, Gabriel Deville puis Benoît Malon, qu'il a déjà rencontré en Suisse. Guesde s'y familiarise avec certaines des théories de Karl Marx. Les deux hommes ne correspondront qu'après la fondation de L'Égalité en 1879. Alors que Guesde commence à s'affirmer comme un socialiste influent, il rédige en 1877 en italien Une lettre ouverte au sénateur Lampertico. Dans cette dernière, il s'attaque à l'approche du christianisme social. En 1878, il publie son premier essai en langue française, Essai de catéchisme socialiste, qui est loin d'être une publication marxiste. Guesde y présente un système d'éducation libertaire, une méfiance vis-à-vis de l'État et fait appel à l'imagination et au rêve pour penser la société de demain. Cette utopie arrimée à une rigueur démonstrative le fait connaître dans les courants socialistes. La traduction par l'éditeur Maurice Lachâtre en 1875 du livre I du Capital de Karl Marx accélère sa transformation intellectuelle.

### Le chef du parti «collectiviste»
De retour en France en 1876, Guesde vise deux objectifs. D'abord reconstituer le mouvement ouvrier décapité par la répression de la Commune de Paris, et convaincre ensuite l’élite de la classe ouvrière française du bien-fondé des doctrines du socialisme scientifique issues de la pensée marxiste.
À cette fin, il lance avec Paul Lafargue le journal L'Égalité qui parait avec quelques interruptions de 1877 à 1883 et qui diffuse en France des idées se voulant républicaines-socialistes, comme l'indique son premier sous titre, avant d'affirmer son unique affiliation au socialisme. Les idées diffusées dans ses numéros commencent à être marquées par le marxisme mais à l'évidence traversées par diverses influences françaises, de Blanqui à Rousseau. Rapidement le journal prend ses distances avec le courant républicain dont le journal prétend démontrer l'hypocrisie envers le monde ouvrier. En janvier 1880, lors de la reprise de la publication, le sous titre indique cette évolution. L'Égalité est désormais l'« organe collectiviste révolutionnaire ». Guesde fait également publier en septembre 1878 La Loi des salaires et ses conséquences. Ce texte diffuse dans une certaine mesure la thèse du socialiste allemand Ferdinand Lassalle, d'après qui il existe une « loi d'airain ». C'est-à-dire « le salaire moyen ne saurait normalement dépasser le tantum de subsistance nécessaire […] pour que l'ouvrier puisse vivre et se reproduire ».
Cette agitation l'emmène devant la Xe chambre correctionnelle qui le jugea, ainsi que Gabriel Deville, Marie Manière et Marie Bonnevial, pour association non autorisée dans l'organisation d'un congrès ouvrier international prévu le 5 septembre 1878 à Paris. De cet épisode, Guesde fait publier une brochure accusant la société bourgeoise, Le Collectivisme devant la 10e Chambre. Il est envoyé à la prison parisienne de Sainte-Pélagie à Paris, dans laquelle sont passés de prestigieux révolutionnaires avant lui (Blanqui, Raspail, Vallès, etc.). Durant son séjour en prison ou juste après, il commence la rédaction de ce qui deviendra l'une des premières publications synthétisant le collectivisme français : Le collectivisme par la révolution.
Durant cette période, le socialisme français tente de se structurer, à l'image des socialistes allemands, avant l'action de Bismarck et les lois anti socialistes. Le groupe « collectiviste » dirigé par Guesde réussit à obtenir la majorité au congrès ouvrier de Marseille de 1879, même si ce dernier réunit une diversité de nuances. Sont présents des républicains radicaux, des mutuellistes, des anarchistes et des socialistes de diverses obédiences. Guesde malade ne peut être présent. Il se fait replacer par Jean Lombard et Eugène Fournière.
Le parti créé, il faut maintenant lui donner un programme. Guesde part alors pour Londres, où il rencontre Karl Marx pour la première fois. Celui-ci ou Benoît Malon participe, peut-être, à sa rédaction. Marx en rédige néanmoins les « Considérants ». Ce programme est contresigné par les rédactions de L'Égalité, de La Revue socialiste et par trois rédacteurs du Prolétaire, auxquels se joignent plusieurs groupes, cercles et syndicats. Leur répartition révèle que la carte géographique du collectivisme s'inscrit dans le quart Sud-Est, avec comme centres Marseille, Lyon, Saint-Étienne, Vienne et Grenoble ; la région parisienne est timidement présente, ainsi que les centres industriels de Montluçon et du Creusot. Parallèlement, une bataille idéologique s'engage avec les anarchistes et les coopérateurs au sein des diverses fédérations. Le congrès du Havre de novembre 1880 apporte des clarifications. La scission avec les coopérateurs est consommée, le programme collectiviste est adopté mais des concessions ont été faites aux libertaires. Le Congrès proclame qu'au cas où les élections municipales et législatives de 1881 se solderaient par un échec, ce serait la dernière expérience électorale du parti ouvrier qui se bornerait, dès lors, à l'action révolutionnaire. Paul Brousse et Benoît Malon introduisent également deux amendements en lien avec le socialisme municipal.
La fondation en 1882 du Parti Ouvrier. Le PO est ensuite dénommé Parti ouvrier français en 1893. Le POF reste jusqu'au bout dans la vision internationaliste. Dans les années 1880, Jules Guesde est l'une des rares voix en France à s'élever contre le colonialisme. Il dénonce par exemple, lors de la conquête de la Tunisie, « la responsabilité du sang versé en Afrique et des infamies commises, [qui] retombe sur la tête de la bourgeoisie » (décembre 1881).
Très vite, apparaissent des divergences entre les dirigeants concernant les conditions de la prise du pouvoir et les relations du parti avec la jeune République. Pour les « possibilistes » menés par Brousse et Allemane, il convient de faire, au plus tôt, les « réformes possibles » plutôt que d'attendre une révolution dont la réalisation, liée à une hypothétique grève générale, apparaît alors moins que probable[réf. souhaitée].
À cette époque, Guesde incarne la ligne dure du militantisme ouvrier, opposée à tout compromis avec les « forces bourgeoises »[réf. souhaitée]. Tout au long de cette genèse de la gauche française, il incarne un archétype[réf. souhaitée], celui du militant pauvre, incorruptible, qui voyage sans répit pour faire connaître dans toute la France le socialisme révolutionnaire. Mais son marxisme n'est pas sans critique, Friedrich Engels lui même alors gardien de l'orthodoxie, depuis la mort de Marx en 1883, considère que « ce que l'on appelle marxisme en France est certes un article tout spécial », au point que Marx dit, notamment à propos de la pensée de Paul Lafargue et de Jules Guesde qui se disent marxistes : « Ce qu'il y a de certain, c'est que moi je ne suis pas marxiste ».
Outre son activité politique inlassable, Guesde publie beaucoup de livres, brochures, articles et anime au premier rang, en dépit de sa santé incertaine, les nombreux meetings socialistes et se révèle bon organisateur. Il incarne les premiers professionnels de la politique définis par Michel Offerlé. Guesde et les cadres du parti structurent rigoureusement le parti selon une logique pyramidale, chaque niveau étant animé par des militants, souvent d’origine ouvrière, totalement dévoués, sinon soumis, à la « discipline guesdiste », qui, par sa rigidité, étonne partisans et adversaires[réf. souhaitée]. 
Par ailleurs, le Parti ouvrier est internationaliste, ses liens sont étroits avec les partis étrangers, notamment la social-démocratie allemande qui est à l'époque le principal parti socialiste dans le monde. Guesde via Paul Lafargue, maitrisant la langue allemande, maintient un lien permanent avec l'Allemagne. Les liens se consolident mais le transfert est très largement unilatéral. Il s'agit pour les Français de prendre le modèle sur « l'avant-garde du socialisme ». De plus, être en contact avec Hermmann Grimpe, Clara Zetkin, Eduard Bernstein, Wilhelm Liebknecht permet à Guesde de maintenir son prestige tant en France qu'à l'international. Ces contacts participent de la réunion à Paris en 1889 des socialistes internationalistes, donnant naissance à la Seconde Internationale.
Les succès du Parti Ouvrier sont rapides. Le premier à la chambre des députés du mouvement est Emile Basly. Celui-ci est élu dans la Seine en 1885. En 1888, lors des élections municipales, plusieurs municipalités ont à leur tête un maire affilié au parti. Comptant à peine 2 000 membres en 1889, il gagne en audience — 20 000 militants en 1902 — et conquiert ensuite plusieurs grandes municipalités, notamment Roubaix qui reste le sanctuaire du guesdisme — la « Rome du Socialisme » — jusqu’en 1914[réf. souhaitée]. Le PO atteint son plus haut électoral aux législatives de 1893.

### Guesde à la chambre des députés, une figure charismatique du socialisme français

#### Élection
L'année 1893 est marquée par deux événements pour le petit monde du Parti Ouvrier : d'une part celui-ci est renommé en « Parti Ouvrier Français », une nuance qui affirme le caractère national du parti. D'autre part, Jules Guesde est élu à la Chambre des députés dans la circonscription de Roubaix, dont il n'est pas originaire, pouvant apparaître comme parachuté, mais où il installe le parti. Le parti s'investit notamment dans les coopératives en imitant le modèle belge du Vooruit de Gand. La municipalité de Roubaix passe sous contrôle guesdiste en 1892 sous la présidence d'Henri Carrette. Le contexte politique marqué par le scandale de Panama ainsi que des grèves locales propulsent sa candidature, bien qu'attaquée par la droite nationaliste pour sa proximité avec l'Allemagne. Guesde salue alors cette victoire révolutionnaire portée par le suffrage universel. Une fois élu, les lettres de doléances affluent envers celui qui porte les espoirs de ses électeurs.

#### Le socialiste à la Chambre des députés
Guesde rejoint à la Chambre la cinquantaine de députés se regroupant sous l'étiquette socialiste. Lui se présente comme un homme nouveau contre les vieilles élites traditionnelles et, avec lui, le marxisme français fait son entrée dans l'hémicycle. Ce nouveau salaire lui permet par ailleurs de sortir de ses difficultés matérielles. La tribune de l'assemblée lui donne l'occasion de jouer la carte de la légalité pour faire entendre sa pensée et celle du groupe/la classe qu'il représente. C'est également là qu'il professe des « petits traités de pédagogie marxiste » en citant Marx et d'autres théoriciens plus ou moins dans le texte. Il défend les revendications ouvrières immédiates, comme la journée de huit heures, s'oppose aux lois scélérates et stigmatise l'action des anarchistes. Guesde souhaite par l'action législative faire reconnaître la lutte des classes et amener progressivement à une République sociale, telle que rêvée en 1848 ou encore en 1870-1871. Mais cette douce transition n'est possible qu'à l'unique condition qu'aucune provocation ne vienne des conservateurs et du patronat, ce qui pourrait avoir pour conséquence une révolution violente.
Il est battu en 1898 alors qu'il pensait sa réélection acquise. Ce retournement s'explique en partie par son absence dans sa circonscription de Roubaix. Guesde est soit malade, soit donnant des conférences dans toute la France. Son adversaire y est également nouveau. Guesde affronte Eugène Motte, un patron local tenant d'un républicanisme modéré et aux convictions libérales. Celui-ci dispose du soutien des petits commerçants et des professions libérales. Si certains avaient voté pour Guesde en 1893, ses prises de position à la Chambre ont fait basculer cet électorat vers le défenseur de la petite propriété. De plus, la mécanique guesdiste, postulant une inexorable prise de conscience des travailleurs, est ici mise à l'épreuve puisque nombreux sont les ouvriers qui sont partagés entre le socialisme leur promettant un avenir meilleur et le libéralisme ambiant, tout aussi attirant.
Il est réélu en 1906, et conserve son siège jusqu'à sa mort en 1922.

#### Vers une première unité et l'Affaire Dreyfus
Durant ces années à la Chambre, Guesde et Jean Jaurès se rapprochent. Jaurès est d'ailleurs présenté dans le journal guesdiste Le Socialiste comme un député du parti en 1893, car il s'est fait élire sur le programme du Parti ouvrier. Jaurès y publie d'ailleurs plusieurs articles entre 1893 et 1896. Ce moment influence le député du Tarn dont le discours est de plus en plus marqué par la rhétorique de la lutte des classes, même s'il ne sera jamais en accord avec les thèses économiques et le matérialisme simpliste de ses camarades. Au congrès du parti, à Nantes en 1894, Guesde et Jaurès apparaissent ensemble à la tribune.
Parallèlement, le parti adopte un nouveau discours. Il faut désormais partir à la conquête des terroirs et, pour ce faire, il faut insister sur la défenses des « petits » contre les « gros ».
Mais, ces années 1893-1896 sont surtout marquées par le rapprochement entre les divers courants et partis du socialisme français. Jean Jaurès, Édouard Vaillant, Jules Guesde, Jean Allemane assistent au banquet de Saint-Mandé présidé par Alexandre Millerand afin de célébrer les victoires des socialistes aux municipales. En parallèle, depuis la formation de la CGT en 1895, le syndicalisme est devenu un encombrant allié car, comme l'affirme Guesde au congrès de Londres de 1896 : « Seul le parti constitue la véritable école du socialisme ».

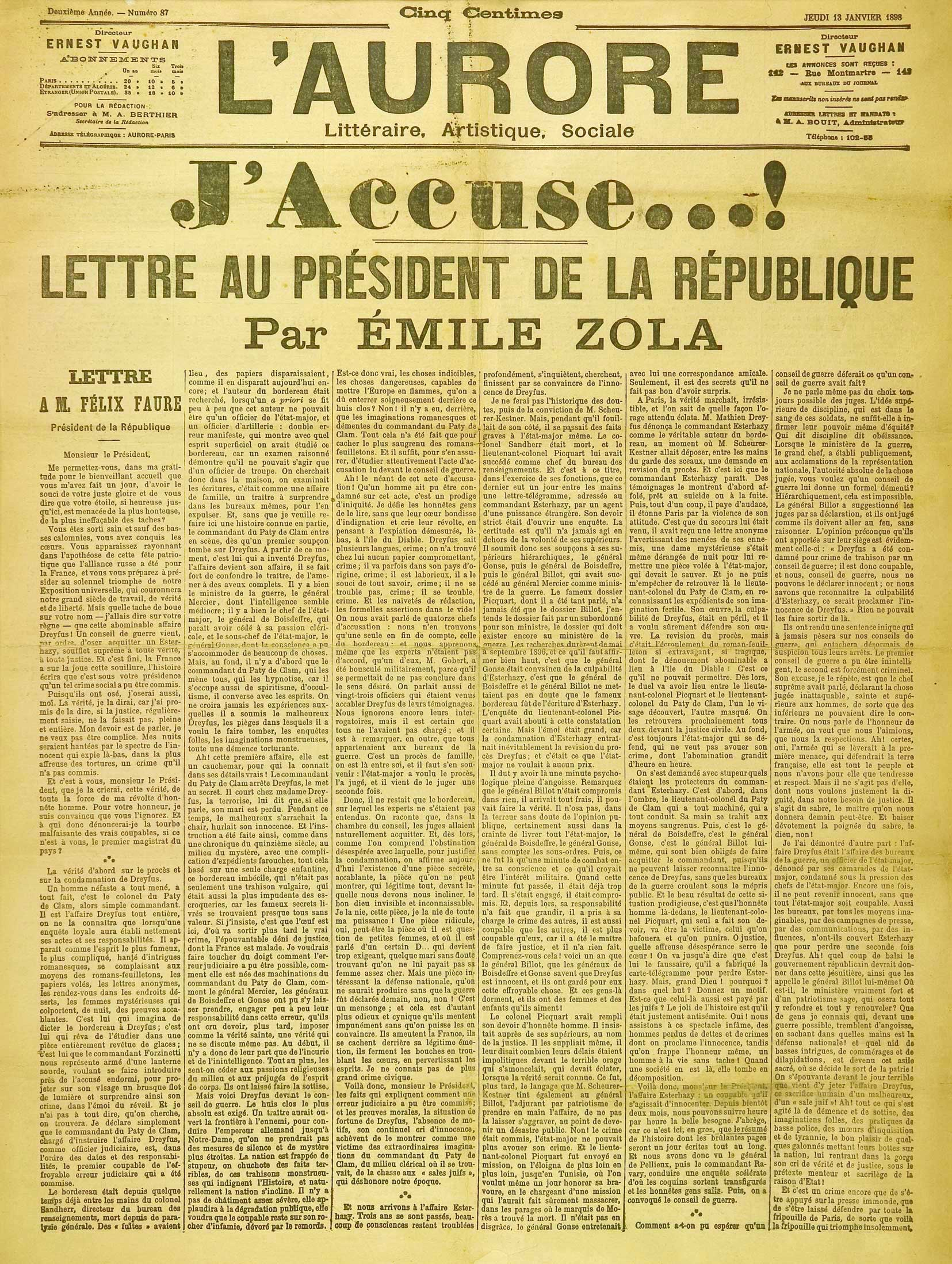
J’accuse, la lettre ouverte d’Émile Zola au président de la République (13 janvier 1898)

En janvier 1898, parait le célèbre article « J'accuse… ! » d'Émile Zola dans L'Aurore. Chaque responsable politique doit alors faire un choix et le justifier. Guesde, le POF et les socialistes français sont partagés sur la posture à adopter. Guesde soutient que cette affaire n'est pas celle des prolétaires. Guesde souhaite faire du socialisme et rien que du socialisme. Par ailleurs, quelques années auparavant, dans plusieurs prises de positions, Guesde a été ambigu sur les Juifs et participe à l'antisémitisme ambiant en faisant le lien entre capitalisme, élites, riches et Juifs (cf l'Usure (finance)). Cependant comme le rappelle Claude Willlard, dans une brochure électorale Jules Guesde émet une défense de Dreyfus qu'il croit innocent (cf aussi le chapitre ci-dessous : Les problèmes bourgeois aux bourgeois) mais se refuse à participer activement à ce mouvement car il souhaite faire du socialisme et rien que du socialisme. 
Mais en 1898-1899, Guesde ne pratique plus cette rhétorique. En outre, même s'il est soutenu par la figure d'autorité qu'est Wilhelm Liebknecht, par ce geste, il s'isole de Jaurès et de ses soutiens ainsi que des figures montantes du socialisme international que sont Karl Kautsky, Rosa Luxemburg et Gueorgui Plekhanov. La première participation à un gouvernement de socialistes, en 1899, dans le gouvernement de Waldeck-Rousseau accentue la rupture avec la famille socialiste qui participe à ce moment républicain. Ce qui provoque divers remous. Les guesdistes francs-maçons partent[Où ?] et se rapprochent des positions de Jaurès. Guesde et le POF perdent leur hégémonie politique sur le mouvement socialiste mais cela ne signe nullement leur disparition. Guesde souhaite revenir à la bonne vieille tactique de l'indépendance. C'est-à-dire revenir au POF d'avant le rapprochement entre les organisations socialistes. Les discussions avec Paul Lafargue sont vives sur ce point.
Néanmoins, cette participation de Millerand à un gouvernement dont le ministre de la Guerre est le général Galliffet, chargé de la répression de la Commune, entraîne quelques revirements chez ses détracteurs : Kautsky, Luxemburg ainsi qu'Édouard Vaillant ne peuvent cautionner ce gouvernement. Le POF ainsi que plusieurs groupes socialistes dont le Parti socialiste révolutionnaire de Vaillant signent alors un manifeste commun le 16 juillet 1899 « à la France ouvrière et socialiste ». En août est réuni un congrès à Épernay. Celui-ci condamne Millerand mais une partie du groupe fait scission. La fin de l'année est encore marquée par le Congrès général des organisations socialistes dit Congrès de la salle Japy. Il y est question de la marche vers l'unité entre l'ensemble des forces socialistes françaises, en dehors des anarchistes. L'hégémonie du POF y est certes contestée mais il s'opère un rapprochement avec ceux qui refusent Millerand. Les groupes de Guesde, Vaillant et Allemane se rapprochent. Mais le projet d'unité du socialisme français n'est pas abandonné un congrès est projeté l'année suivante pour discuter de cette question.
La tension entre Guesde et le socialisme jaurésien s'illustre bien par les répliques que l'un et l'autre se lancent. La presse socialiste atteste de ces reconfigurations politiques. La Petite République jusqu'alors sous influence guesdiste retourne dans les mains de Jaurès qui souhaitait en faire le journal regroupant l'ensemble des écoles socialistes. Mais cette idée[Laquelle ?] fait long feu. En réplique, les guesdistes cherchent également à se doter d'un quotidien. Ils se rapprochent du propriétaire du Matin, Alfred Edwards, et fondent Le Petit Sou. Les attaques contre la personne de Jaurès y sont nombreuses.
C'est alors que démarre en Allemagne ce que l'historiographie appelle la querelle du « révisionnisme ». Celle-ci, amorcée par la publication par Eduard Bernstein des Présupposés du socialisme, arrive rapidement en France. Alors que Millerand soutient le transfert des théories et pratiques de Bernstein, Guesde se tenant éloigné depuis longtemps des débats théoriques rien encore une fois à la périphérie[pas clair]. Mais en Allemagne, Karl Kautsky doit désormais composer avec les deux ailes du SPD et, en France, Guesde n'est plus l'interlocuteur privilégié.

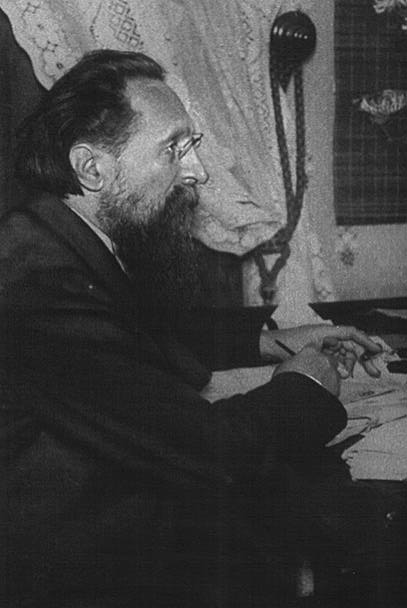
Jules Guesde au début de la Première Guerre mondiale.

#### Les deux méthodes
Le 26 novembre 1900, un débat oppose Jean Jaurès à Jules Guesde à Lille, à l'initiative du maire de la ville Gustave Delory. Cette controverse est retranscrite immédiatement dans La Petite République et publiée en brochure. L'orateur de Carmaux parle davantage et développe plus longuement ses arguments face à un Guesde répétant avant tout, et pour une large part, une doctrine déjà bien connue. Dans la tradition socialiste, cette conférence contradictoire s'intitule « Les deux méthodes ».

#### Un nouveau parti
En novembre 1901, lors du Congrès d'Ivry, le Parti Ouvrier Français fusionne avec le Parti socialiste révolutionnaire d'Edouard Vaillant (blanquiste) pour former le Parti socialiste de France (PSDF). Pour les deux figures, l'unité est désormais réalisée. En parallèle, les socialistes dit « indépendants » se regroupent autour de Jaurès. En mars 1902, ils fondent à Tours le Parti socialiste français (PSF). Lors des élections de 1902, les résultats du PSDF sont décevants. Roubaix, « la Mecque » du guesdisme n'est pas reprise. Par ailleurs, le nombre de titres de journaux affiliés au nouveau parti baisse. Tout cela n'empêche pas qu'à la Chambre, des députés du PSF soient régulièrement décrochés par les députés guesdistes et les vaillantistes pour voter avec eux. L'inverse est beaucoup moins vrai.
Alors que Jaurès vient de faire publier sous sa direction L'Histoire socialiste de la France contemporaine, les publications guesdistes font bien piètre figure et Guesde — sollicité par Jaurès, pour rédiger l'époque héroïque de la Convention nationale — refuse. Peut-être craint-il de ne pas être à la hauteur du verbe jaurésien. Cette période est néanmoins marquée par plusieurs publications guesdistes. La brochure de Kautsky parue initialement en 1883 La lutte des classes en France en 1789, est traduite à l'initiative de Guesde, qui refuse cependant d'en rédiger la préface. Il fait également paraître certaines de ses interventions à la Chambre dans Quatre ans de lutte des classes à la chambre. Son vieux Catéchisme socialiste est également rééditée. Il semble se désintéresser des controverses autour de l'héritage de l’œuvre de Marx. Le débat théorique lui échappe et se développe dans des cercles de revues extérieures au parti. Le mouvement socialiste d'Hubert Lagardelle, auquel contribue Georges Sorel, présente comme stériles les guesdistes et leurs théoriciens. Lafargue est leur cible de choix. Mais le mouvement gagne également de nouvelles figures, attirées par sa tradition insurrectionnelle ; en particulier, l'anti-intellectualisme imprégné d'une forte méfiance à l'égard des hommes politiques issus de l'élite et venant des grandes écoles républicaines les attirent[réf. souhaitée]. Le jeune Charles Rappoport, certes méfiant à l'égard du marxisme vulgaire et fervent admirateur de Jaurès, dénonce les idéalistes, Jaurès en tête, devenus pratiques alors que les matérialistes, marxistes, défendent pour lui farouchement l'idéal socialiste.[pas clair]
C'est également durant ces années que sont éditées des cartes postales de Guesde, des épingles de cravates avec des effigies de Delory.
C'est alors que l'opposition franco-française est exportée sur la scène internationale. La revendication de Guesde, que cette unité se fasse sur la base de la condamnation de toute tactique « participationniste », est adoptée puis confortée en 1904, lors du Congrès socialiste international d'Amsterdam. Mais les sociaux-démocrates n'entendent pas fermer la porte aux autres socialistes français. La devise « Travailleurs de tous les pays unissez-vous » est ainsi rappelée. L'appel à l'unité du socialisme français est une nouvelle fois rappelé lors du congrès du SPD de Dresde par Kautsky et Bebel. Le congrès d'Amsterdam passe pour être une victoire à la Pyrrhus. Si la ligne des guesdistes et vaillantistes sort consolidée, les appels à l'unité du socialisme français se font de plus en plus pressants.

### L'unification des socialistes en France, l'entrée au gouvernement

#### La SFIO
Cependant, en dépit de ces succès partisans, le courant réformiste de Jean Jaurès, « socialiste indépendant », gagne inexorablement du terrain en France. En 1905, le Parti socialiste de France et le Parti socialiste français fusionnent pour fonder la Section française de l'Internationale ouvrière (SFIO).
La fusion du POF dans la SFIO était liée au refus, validé par la nouvelle organisation, du « participationnisme ». Pourtant, en dépit de ce succès tactique, le déclin du courant représenté par Guesde devient rapidement une évidence. Si les « guesdistes » apportent à la SFIO leur capacité militante, leurs publications et leur appareil doctrinal, ils connaissent un déclin inexorable, sans doute accentué par l'état de santé de Guesde, de plus en plus précaire, qui l'empêche de jouer un rôle décisif.

Son courant est isolé — les amis d'Édouard Vaillant ne le soutiennent plus — notamment sur les questions internationales mais plus encore sur la direction des syndicats. L'adoption en 1906 de la Charte d'Amiens, qui défend le principe de l'indépendance vis-à-vis des organisations politiques, fruit de la mise en minorité des guesdistes au congrès, à la fois par les révolutionnaires et les réformistes, et consacre ainsi la rupture définitive de la CGT avec la Fédération syndicale internationale.

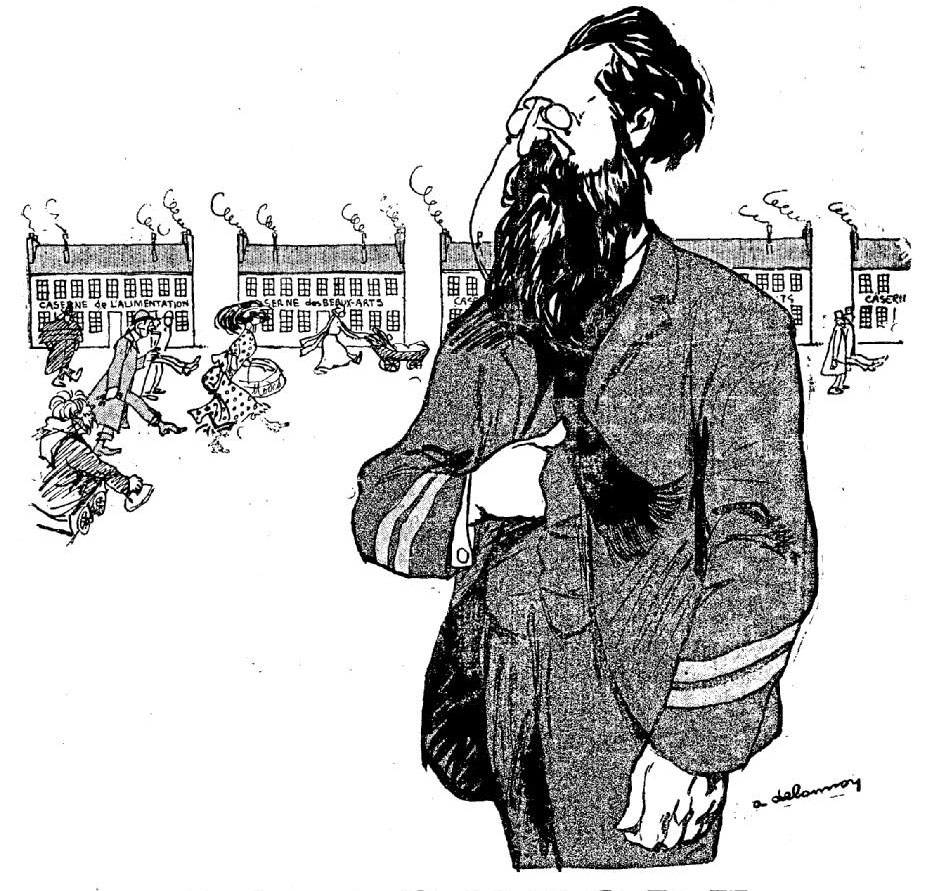
Caricature par Aristide Delannoy publiée dans Les Hommes du jour (1908).

Quelques coups d'éclat sont encore toutefois à l'initiative de Guesde. Ainsi en mars 1910, en accord ponctuel avec la CGT, il est le seul député SFIO à voter contre la loi des retraites ouvrières et paysannes, qualifiée par lui, à cause du prélèvement opéré sur les salaires pour les financer, de « vol législatif » ajouté « au vol patronal ». Il dénonce « cet article 2 qui, en instituant un prélèvement sur les salaires ouvriers, aggrave la misère ouvrière, rend plus pénible aux travailleurs le poids du jour et réduit les ressources familiales déjà insuffisantes. », comme l'avait fait Paul Lafargue au congrès de la SFIO de 1910.
Par ailleurs, Guesde est opposé à la franc-maçonnerie, qu'il considère comme « alliée à la bourgeoisie » et « nuisible de la classe ouvrière », comme il le rappela lors du Congrès socialiste de Limoges en 1906. Pour autant, de nombreux francs-maçons étaient adhérents du POF au point d'apparaître constituer un courant au sein du mouvement.

#### La guerre pour la Révolution
En 1914, trois jours après la mort de Jaurès, et en accord avec le manifeste du POF de 1893[pas clair], il vote « l'Union Sacrée » de tous les partis dans la défense du pays.
En effet, dans le manifeste du POF de 1893, il affirmait son combat pour la paix, mais pas à n'importe quel prix : « l'internationaliste n'est ni l'abaissement ni le sacrifice de la patrie », et « La France n'aura pas de plus ardents défenseurs que les socialistes du mouvement ouvrier. ».
Guesde devient ministre d'État de 1914 à 1916 (cabinets Viviani et Briand). Il adopte des positions patriotiques comme le firent les Jacobins à leur époque : « Je n'ai pas la même crainte de l'avenir. La guerre est mère de révolution » (1914).
Jules Guesde pensait en effet que, comme sous la Révolution française, la guerre accoucherait d'une révolution sociale en France et serait ainsi le point le départ d'une révolution internationale ; « Pour cette renaissance sociale, il faut vaincre, si lente qu'elle puisse être à venir et quelque sang qu'elle doive couler » (novembre 1915). À ce prix, il y eut effectivement des révolutions, notamment en Russie (Révolutions de février et d'octobre 1917) et en Allemagne (Révolution Spartakiste en 1919).
Guesde et Sembat vont également s'opposer en conseil des ministres à l'arrestation des « défaitistes » que demandent les autorités civiles ou militaires.

#### La vieille maison

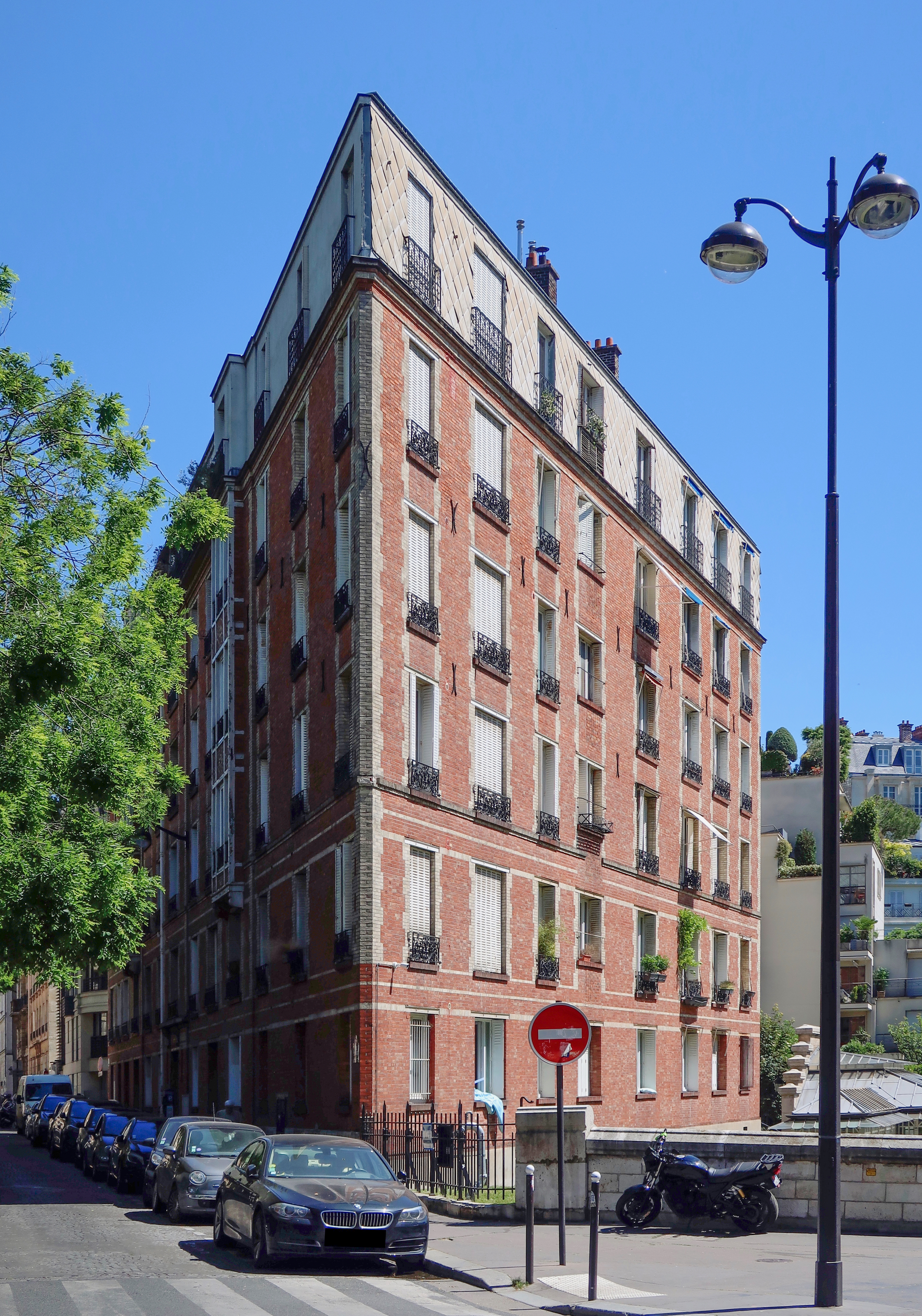
No 35, rue Singer, Paris 16e arrondissement : domicile parisien de Jules Guesde, où son corps fut transporté après sa mort.

Après l'armistice, le congrès de Tours le voit choisir la « vieille maison » SFIO à la suite de Léon Blum et Jean Longuet, contre la majorité qui crée la Section française de l'Internationale communiste, futur Parti communiste. Pourtant, ses dernières réflexions politiques s'adressent à la révolution bolchevique alors encore incertaine en Russie, même s'il est en désaccord avec la révolution d'Octobre contrairement à celle de février. Il dit : « Veillez sur la révolution russe. »

Sépulture de Jules Guesde au colombarium du Père-Lachaise à Paris.

Malade, Guesde meurt à Saint-Mandé le 28 juillet 1922. Ses cendres reposent au cimetière du Père-Lachaise, (case 6323 du columbarium).
Sa fille, Louise Bazile est la mère de l'actrice Lilian Louise Hélène Volpert, dite Lilian Constantini (1902-1982), qui épouse le riche industriel Charles Schneider (1898-1960).
Jean-Marie Benoist (1942-1990), écrivain, philosophe et universitaire, membre du très droitier Club de l'horloge, figure également au nombre de ses descendants.

## Hommages

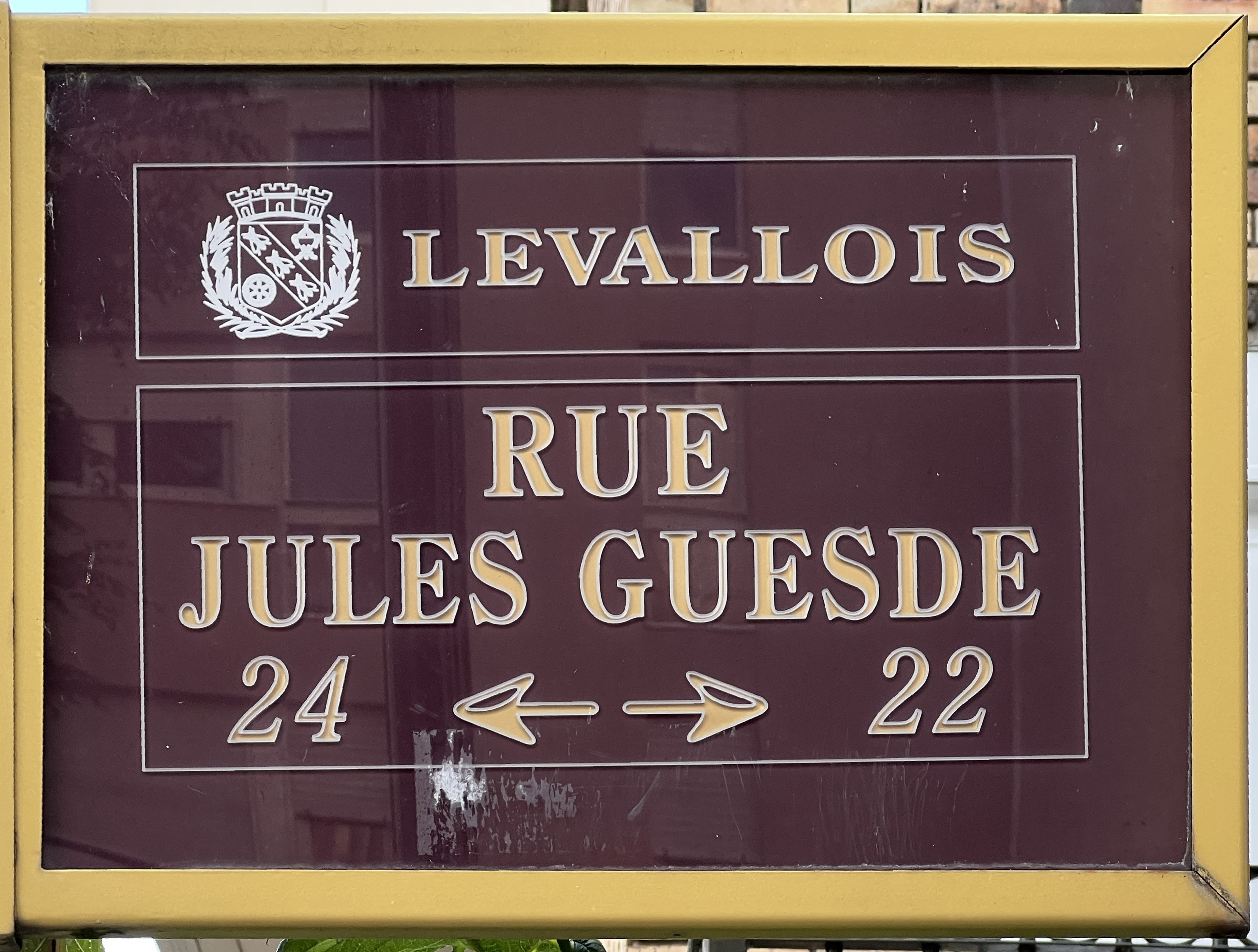
Plaque de la rue Jules-Guesde à Levallois-Perret (92300)

De très nombreuses rues sont dénommées Jules-Guesde. D'après une étude du magazine Slate réalisée en 2016, le nom « Jules-Guesde » fait partie des 200 noms de personnalité les plus donnés aux rues françaises, étant attribué à près de 400 rues, surtout présentes dans la région lilloise, le bassin minier du Nord-Pas-de-Calais et en région parisienne.
Un lycée de Montpellier porte son nom, ainsi qu’une école primaire de Montauban, une autre à Houilles, une place et une station du métro à Marseille.
Un timbre à son effigie a été émis en France en 1957.

## Au cœur de l'histoire de la Gauche

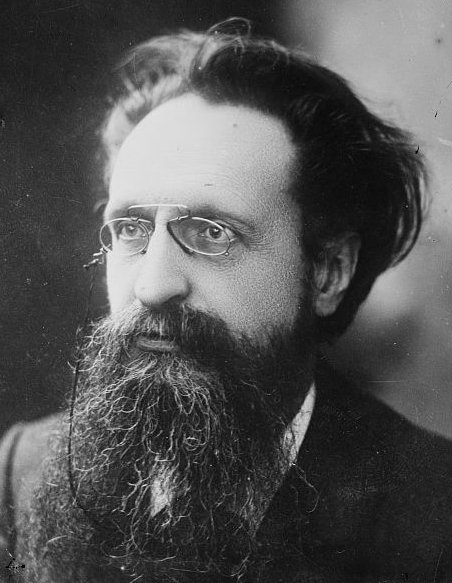
Jules Guesde, photographie anonyme, Washington, Bibliothèque du Congrès.

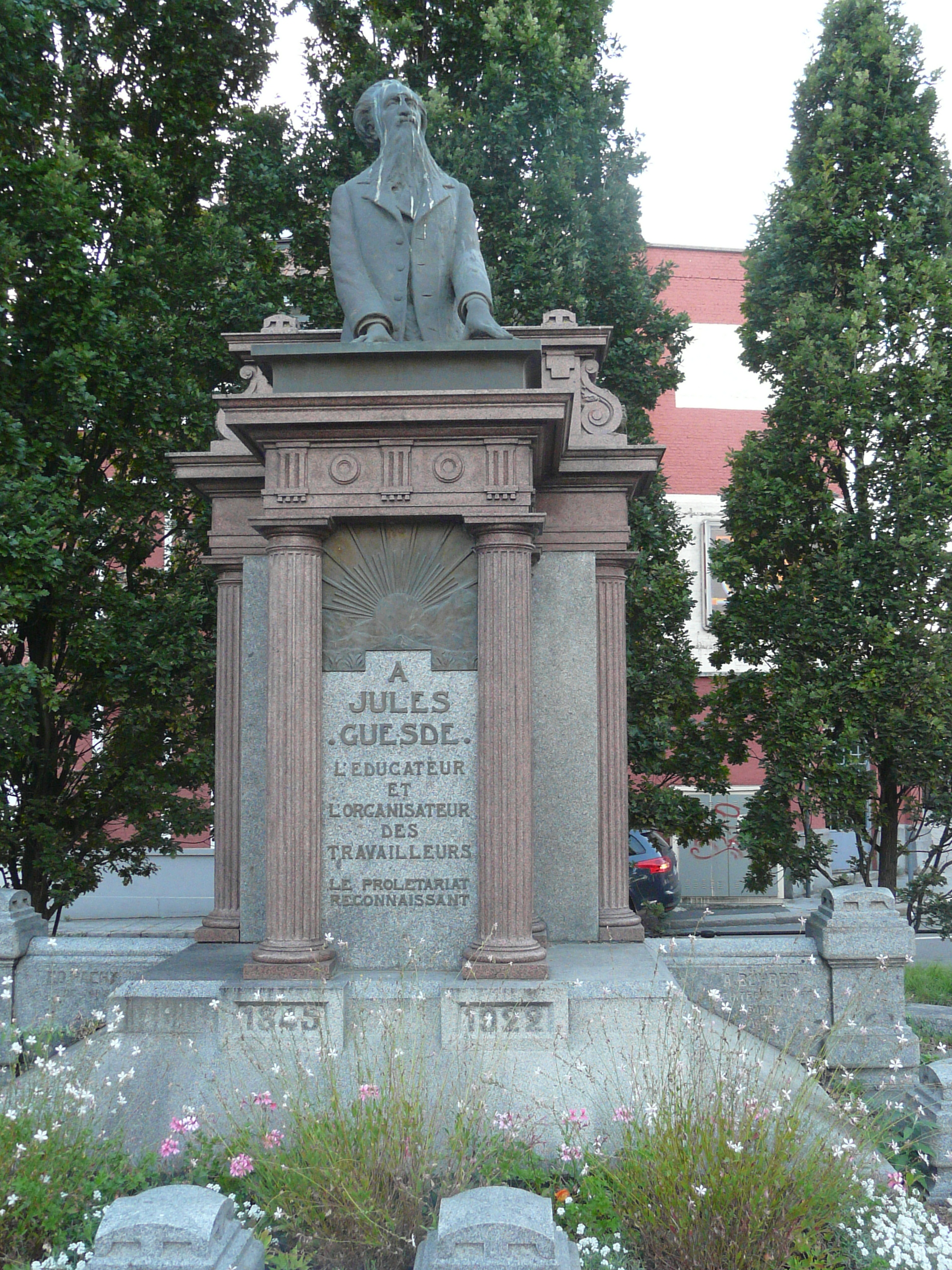
Georgette Agutte, Monument à Jules Guesde (1925) à Roubaix.

### L'héritage
La portée du « guesdisme » interroge aujourd'hui l'histoire du mouvement ouvrier à travers les traces qu'il a laissées dans toutes les composantes actuelles de la Gauche française. Jules Guesde reste cependant une personnalité historique et un lien très fort entre les partis communiste et socialiste avant Guerre. Bracke et Cachin sont tous deux « guesdistes ». Ce lien existe encore aujourd'hui malgré le rejet des cadres des partis.
Si la question syndicale a été définitivement tranchée par la Charte d'Amiens, la relation d'un parti révolutionnaire avec le système parlementaire est restée au centre des problématiques de cette époque. Cette difficulté, mal résolue, a été, par les scissions et affaiblissements qu'elle a provoqués au sein du POF, une des explications majeures de son déclin.
L'opinion publique a peu à peu, comme les militants, avalisé les choix stratégiques des « Indépendants » tels Millerand et surtout Jaurès qui apparaît, à la veille du conflit mondial et bien plus que Guesde, comme le chef de file des socialistes de France. À la croyance en une crise rapidement suivie de la révolution, s'est substituée peu à peu la foi en l'imminence de la victoire parlementaire.

### Les problèmes bourgeois aux bourgeois
Guesde a campé jusqu'en 1914 sur son positionnement de non-conciliation avec la bourgeoisie.
Au moment de l’affaire Dreyfus, s'il croit le capitaine Dreyfus innocent et s'affirme publiquement dreyfusard, il refuse de s'associer activement aux campagnes dreyfusardes. Il indique en novembre 1900 : « Voilà comment j'ai été dreyfusard, c'est-à-dire dans la limite de la lutte contre le militarisme débordé, allant jusqu'à menacer, sous le couvert d'un gouvernement complice, d'un véritable coup d'État ». L'affaire brise le rapport de confiance entre Jules Guesde et Paul Lafargue, ce dernier voulant effectivement s'impliquer : « Le Parti ouvrier, qui est un parti politique, ne peut se désintéresser des questions politiques qui agitent le pays… ».
Les guesdistes considèrent cette affaire comme un conflit interne à la bourgeoisie dont ils n'ont pas à se mêler. C'est d'ailleurs l'occasion pour Jules Guesde de s'opposer à Jean Jaurès et ses amis : en effet, il existe deux lignes principales au sein du mouvement socialiste, l'une partisane de certaines alliances électorales pragmatiques avec des bourgeois de gauche (Jaurès), l'autre, plus intransigeante et doctrinaire, qui refuse tout accommodement au nom de la lutte des classes (Guesde). « Aux yeux de Guesde, Jaurès et les siens avaient abandonné le terrain de la lutte des classes » note l'historien Michel Winock. Expliquant son refus de défendre Dreyfus, Guesde écrit ainsi : « Cette victime-là, c'est un des membres de la classe dirigeante, c'est un capitaine d'état-major ; c'est l'homme qui en pleine jeunesse, fort d'une richesse produit du vol opéré sur les ouvriers par sa famille […] a choisi ce qu'il appelle la carrière militaire ». Michel Winock commente : « Les socialistes n'avaient pas à défendre "cette victime là". Guesde redoute l'embourgeoisement d'une classe ouvrière, distraite de sa tâche révolutionnaire, pour sauver "la République de ses maîtres" ».
La même distance est marquée en 1892-1893 lorsque éclate l'affaire de Panama.

### Militant et diffuseur de la pensée de Marx?
Enfin, sur le plan théorique, quoique « marxiste », le mouvement guesdiste n'a jamais défini sa politique sur une base théorique ou philosophique, mais sur des critères concrets. « Le collectivisme ne se distingue pas du communisme scientifique, tel qui est sorti de la critique maîtresse de Karl Marx. Si cette appellation a prévalu en France, c’est que, pour les besoins de notre propagande, il y avait lieu de nous distinguer des divers systèmes communistes qui, forgés de toutes pièces par des hommes de plus ou moins de bonne volonté ou de génie, versaient tous dans l’utopie ».
Les discours de Guesde, comme la plupart de ses articles, restent très peu influencés par les théories de Marx, sinon dans quelques mots d'ordre qui paraissent relever de slogans plutôt que d'une réflexion profonde, argumentée et serrée, respectueuse des idées du socialisme scientifique. Jules Guesde se veut pédagogue d'abord pour la masse prolétarienne, puis depuis la chambre des députés pour l'opposition et le peuple en général.
Des intellectuels socialistes de premier plan, dont Lucien Herr ou Charles Andler, ont pu être rebutés par des simplifications incapables d'aboutir à des apports théoriques majeurs, hors cette espérance quasi messianique, entretenue et incarnée par le chef du POF, de la sortie prochaine des prolétaires du « bagne capitaliste ».
N. MacInnes déclare que Guesde n'avait pas compris le marxisme, et que sa « mixture » avec le blanquisme « favorisait l'incompréhension » du marxisme. Il note d'ailleurs que « Guesde ne s'est jamais fait passer pour un théoricien marxiste ». Cependant, comme le fait remarquer Jean-Numa Ducange : « Le marxisme de Jules Guesde est oral, ce qui est important quand on veut s’adresser au peuple ».

### Biographie
Biographies principales
- I. D. Belkanine Jules Guesde et la lutte pour un parti ouvrier en France, Moscou, 1952.
- Andrée Collot, Jules Guesde, éducateur et organisateur du prolétariat, éd inclinaisons, 2010.
- Compère-Morel, Jules Guesde : le socialisme fait homme, 1845-1922, Librairie Aristide Quillet, Paris, 1937, VIII-505 p., (Notice Bnf n° FRBNF37362018n).
- Jean-Numa Ducange, Jules Guesde : l'anti-Jaurès ?, Malakoff, Armand Colin, 2017. Traduction en anglais : Jules Guesde. The Birth of Socialism and Marxism in France, Cham, Palgrave Macmillan, 2020.
- Claude Willard, Jules Guesde, l'apôtre et la Loi, Les Éditions ouvrières - La part des hommes, 1991.
- Zévaès, Jules Guesde, 1929.

Autres sources
- Dictionnaire biographique du mouvement ouvrier français, notice en ligne.
- Encyclopédie Universalis, édition de 1977. Notices biographiques[source insuffisante].
- La Commune de 1871, Éditions Sociales, 1970.
- Claude Willard, Jules Guesde - Textes Choisis (1867-1882), éd Sociales, coll Les classiques du peuple, p. 7-38, 1959.
- Léo Figuères, « Quelques aspects et quelques enseignements de l'activité de Jules Guesde et du Guesdisme », Cahiers du Communisme, octobre et novembre 1955.
- Bracke, « La formation de Jules Guesde », Revue Socialiste, t. I, 1948, p. 371-377.
- Christina Morina, Die Erfindung des Marxismus. Wie eine Idee die Welt eroberte, Munich, Siedler Verlag, 2017.
- Jean-Numa Ducange, « Jules Guesde : un marxiste est-il « de gauche » ? », dans Michel Winock (dir.), Les figures de proue de la gauche depuis 1789, Paris, Perrin, coll. « Tempus » (no 863), 2022 (ISBN 9782262099343), p. 333-350.